# Chiesa di San Pietro a Sollicciano
La chiesa di San Pietro a Sollicciano è un luogo di culto cattolico che si trova in via di Ugnano, in località Sollicciano a Firenze.

## Storia e descrizione
Ricordata sin dal 1050, ne ebbero il patronato i Nerli che poi lo cedettero alle Benedettine di Santa Maria a Mantignano, riunitesi dal 1440 alle consorelle di Sant'Apollonia a Firenze. Nel 1785 la chiesa fu eletta a prioria e oggi è sede parrocchiale.
All'interno restaurato è custodito un moderno Crocifisso ligneo sull'altar maggiore, e un altro Crocifisso che veniva utilizzato durante le processioni, nell'attiguo oratorio che fu sede della Compagnia. 
Vi si trovava una piccola tavola cuspidata con la Madonna col Bambino, detta dell'Umiltà, di Giovanni del Biondo (1375 circa) e un reliquiario settecentesco di santa Apollonia, oggi nei depositi della diocesi.